# NSU Ro 80
O Ro 80 é um automóvel do tipo sedan avançado, com motor rotativo Wankel, produzido pela NSU entre 1967 e 1977.

## Galeria

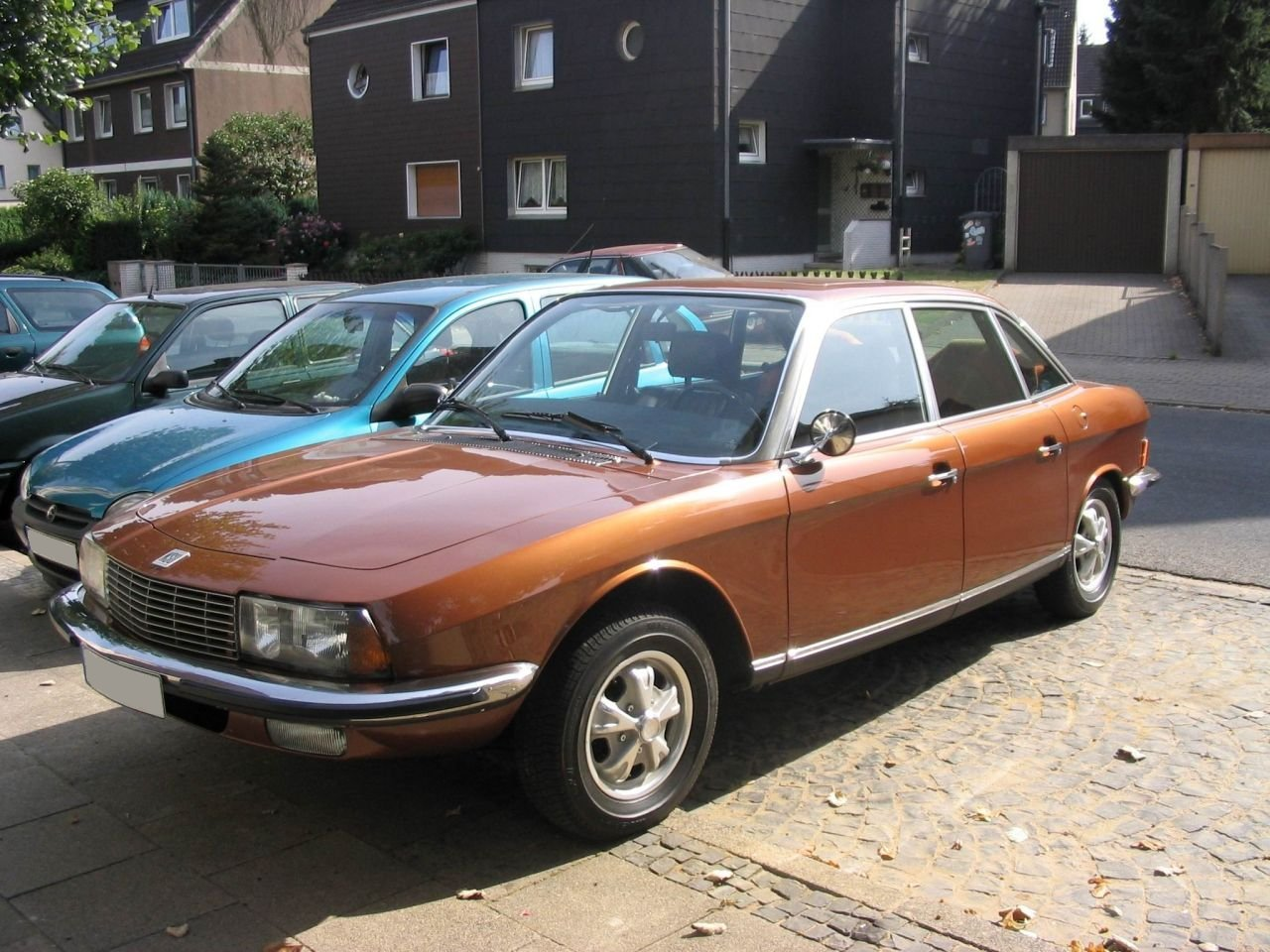
NSU Ro 80
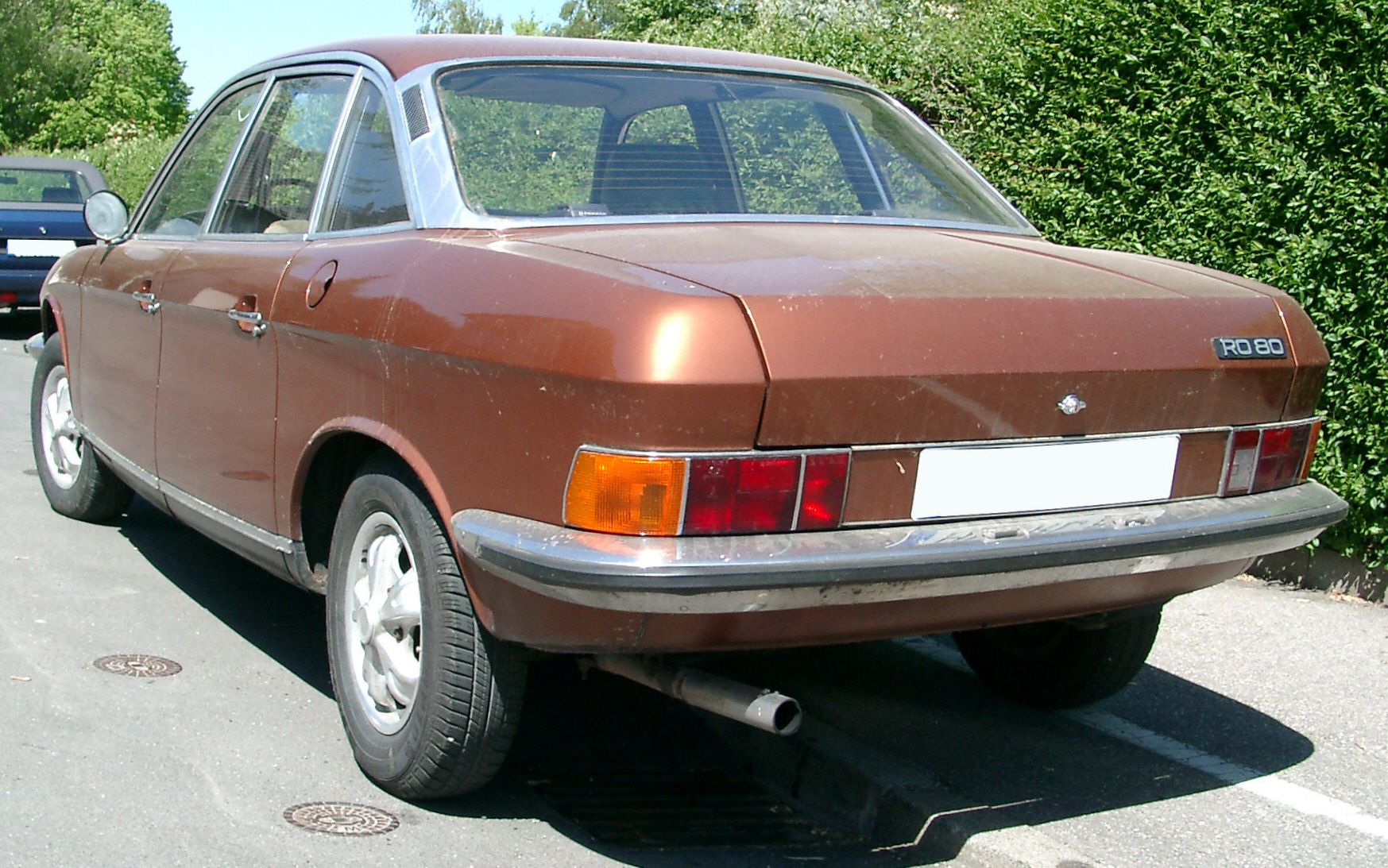
Traseira
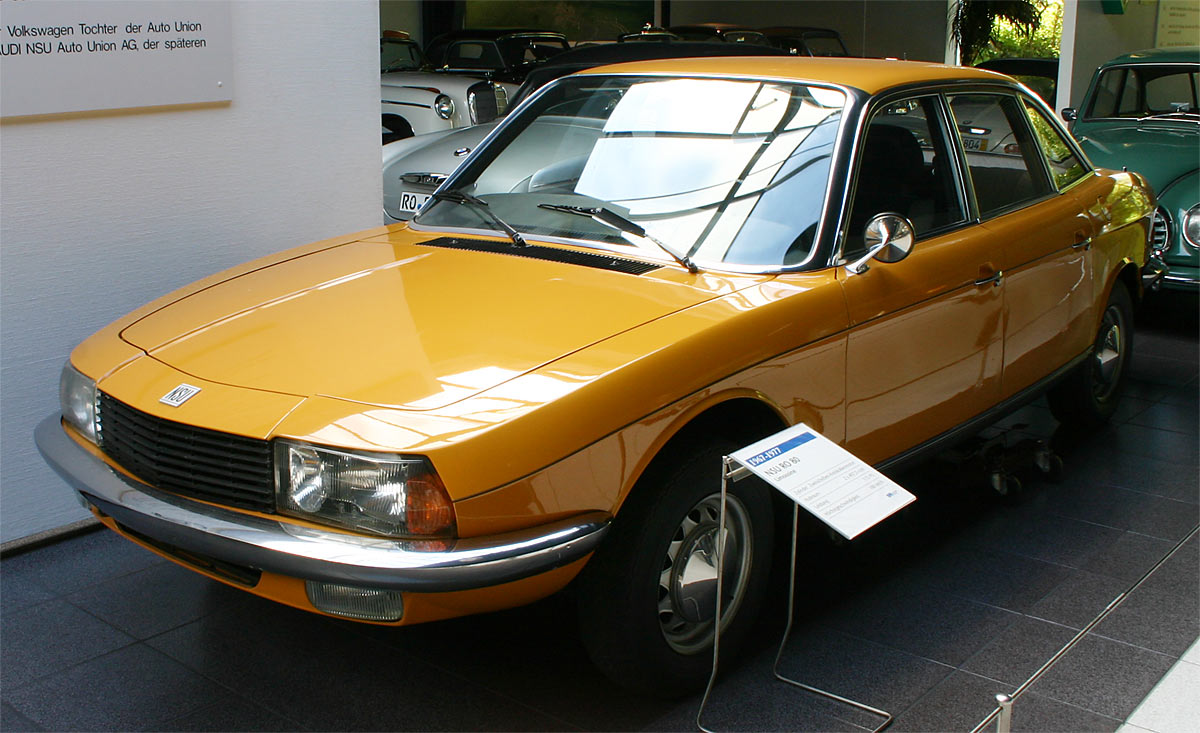
NSU Ro 80
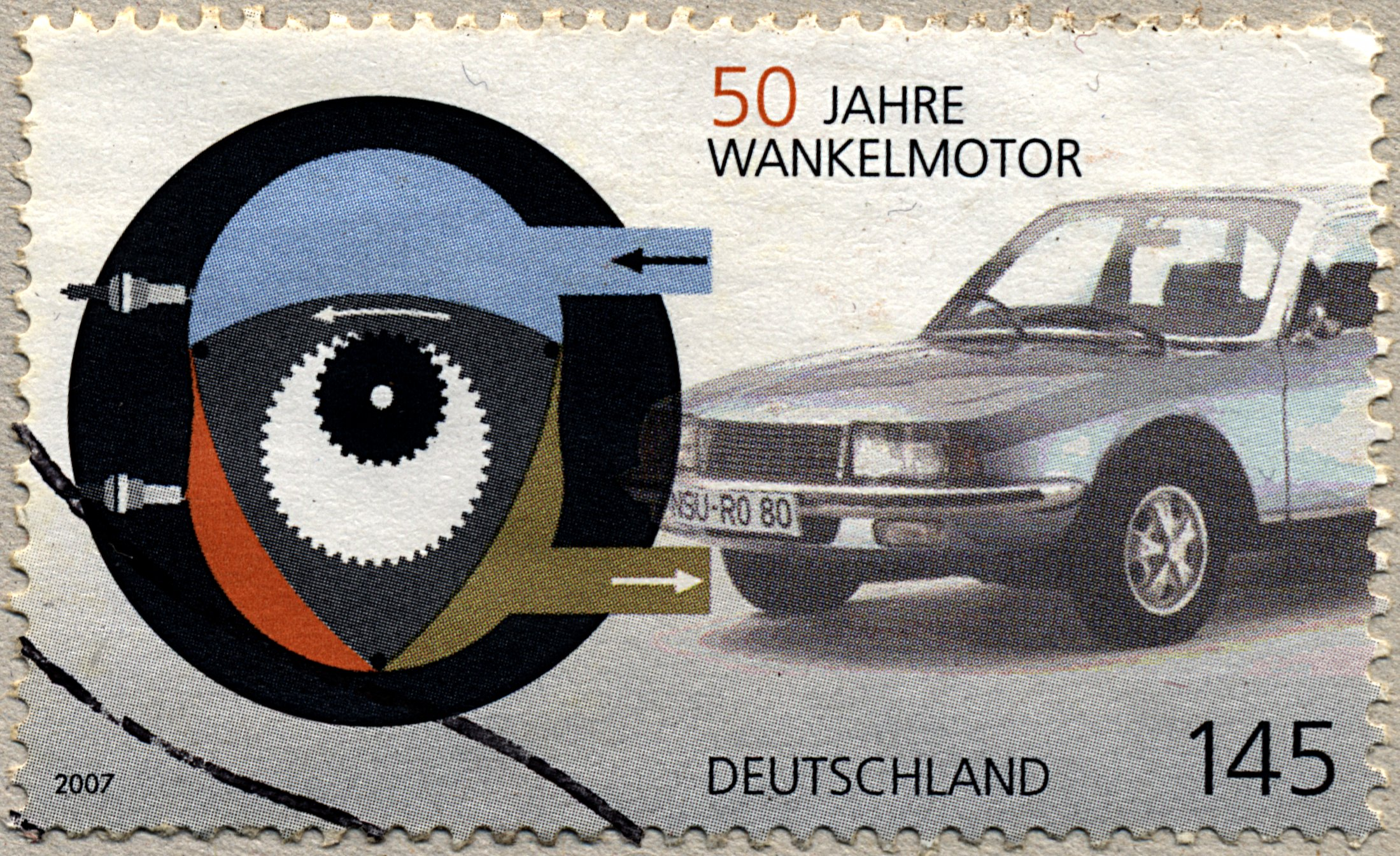
Selo comemorativo de 50 anos do motor Wankel
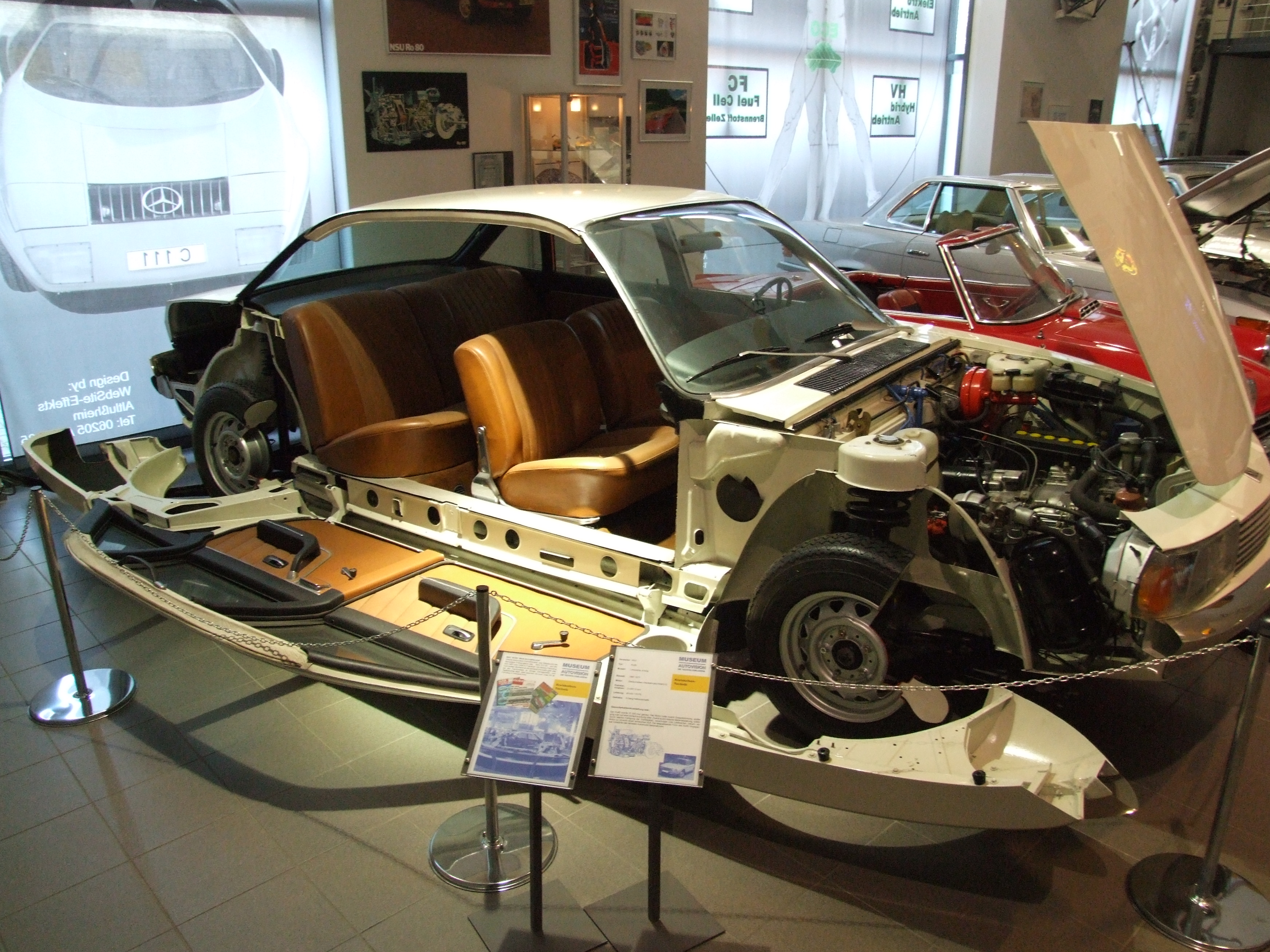
NSU Ro 80, IAA-Modell, Museum Autovision, Altlußheim, Alemanha